# Glasba v Slovenski Istri
Ljudska pesem je bila od zmeraj povezana s človekom, njegovim razvojem in življenjem. Na slovenskih tleh je začela nastajati okoli 18. in 19. stoletja. Govorijo predvsem o veri, načinu življenja, delu, verovanju, o političnih dogodkih, ki so vplivali na človeka. Pesmi so večinoma kitične z verzi, ki se ponavljajo, imajo lahko rimo ali pa ne, rima se pojavlja predvsem v novih pesmih, pri starejših pa je ni.''' Refren''' je najbolj oblikovan del pesmi. lahko je sestavljen čisto nesmiselno (trala, lalala, hopsasa, opala) ali pa vsebuje neki pravi verz. Po navadi so pristone na koncu vsake kitice, zelo redko pa na začetku. Melodije, ki so zelo stare, so preproste, ne komplicirane, z malo toni in manjšimi intervalnimi skoki. Ritem je 2 ali 3- dobni lahko pa tudi dvo- četrtinski in tri- četrtinski, ki ga spremlja večglasje, enoglasja po navadi ni prisotno, le ob madžarski meji, pojavlja pa se tudi dvoglasje. Za ljudsko glasbo je značilno, da nima avtorja, kar ni niti pomembno, saj tudi če bi ga poznali to nikakor ne bi spremenilo pesmi. Glasba se širi ustno, iz roda v rod, časovno je ne moremo čisto opredeliti, glasba je tesno povezana z besedo in plesom. Jezik je ljudski, kar pesmi, da poseben prizvok, glasbila so izdelana večinoma doma, ročno in predvsem se veliko poje.
Istrska ljudska glasba, se je razvijala predvsem pod vplivom zahodnega krščanskega sveta, na prostoru, kjer se stikata romanski in slovanski svet.
Glasba in Istrani
Na istrske ljudske inštrumente igrajo le moški. Istrani so z glasbo živeli neprestano, zato poznamo pesmi vseh vrst: ljubezenske, delovne, svatbene, šaljive, uspavanke, žalostinke, plese, skozi besedila pesmi opazimo, da je bila glasba res nekaj vsakdanjega, nekaj, kar je Istrane spremljalo skozi celo življenje … 
Istrske običaje, glasbo, plese danes ohranjajo le kulturna društva, kot so razne folklorne skupine. Ena takih je »Mandrač«, pod vodstvom Mojce Lepej.